# NOWELE
NOWELE. North-Western European Language Evolution ist eine interdisziplinäre Zeitschrift mit Schwerpunkt auf der (alt)germanistischen Linguistik. Sie widmet sich in erster Linie der Erforschung der frühen und neueren Geschichte der Sprachen in West- und Nordeuropa sowie auch der Erforschung rein theoretischer Fragen der Sprachentwicklung.
Neben Beiträgen zur historischen und aktuellen Geschichte der germanischen Sprachen veröffentlicht NOWELE Untersuchungen zu deren historischen oder aktuellen Nachbarsprachen wie Keltisch, Finnisch, Litauisch, Russisch und Französisch, soweit diese durch Kontakt die „nordwesteuropäischen“ (= germanischen) Sprachen beeinflusst haben.